# Club Athletico Paranaense
Câu lạc bộ Athletico Paranaense là một đội bóng đá Brazil đến từ thành phố Curitiba, thuộc bang Brazil.
Nó được thành lập vào ngày 26 tháng 3 năm 1924 khi sáp nhập Câu lạc bộ bóng đá quốc tế và Paraná America. Sân vận động của nó là Arena da Baixada. Nó được biết đến phổ biến là Furacão (Huracán), biệt danh đã giành được trong những năm 50.  Trong số các danh hiệu nổi bật nhất của nó là Copa Sudamericana 2018, Brasileirão 2001, Brazil Cup 2019, 24 danh hiệu Paranaense Championship và là á quân của Copa Libertadores 2005. Anh cũng trở thành đội Paraná đầu tiên tham gia một cuộc thi quốc gia.
Athletico là chủ sở hữu của sân vận động Arena da Baixada, chính thức là sân vận động Joaquim Américo Guimarães, được coi là một trong những hiện đại nhất ở Mỹ Latinh.  Nó cũng có một trung tâm thể thao, được coi là một trong năm sáng tạo nhất trên thế giới.